# Igualtat salarial

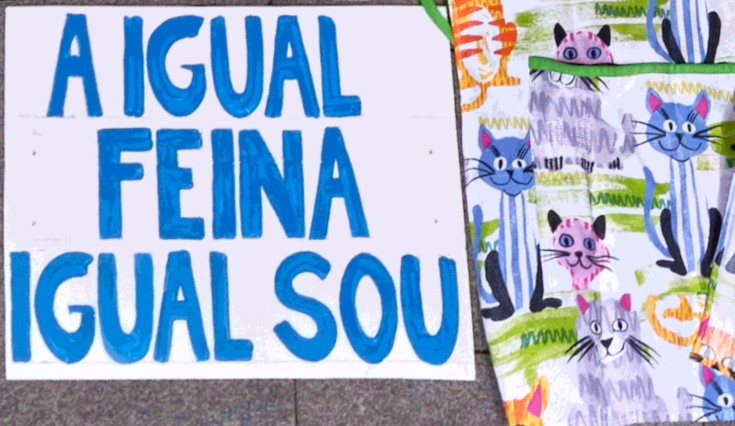
Cartell d'una manifestació feminista.

La igualtat salarial és el concepte dels drets laborals que els individus del mateix lloc de treball reben el mateix sou (igual salari per igual treball). S'utilitza més habitualment en el context de la discriminació sexual, en relació amb la diferència salarial de gènere. La igualtat salarial es refereix a tota la gamma de pagaments i beneficis, inclosos el salari bàsic, els pagaments no salarials, les bonificacions i els subsidis. Alguns països s'han avançat més ràpidament que d'altres per abordar la igualtat salarial.